# 通天閣

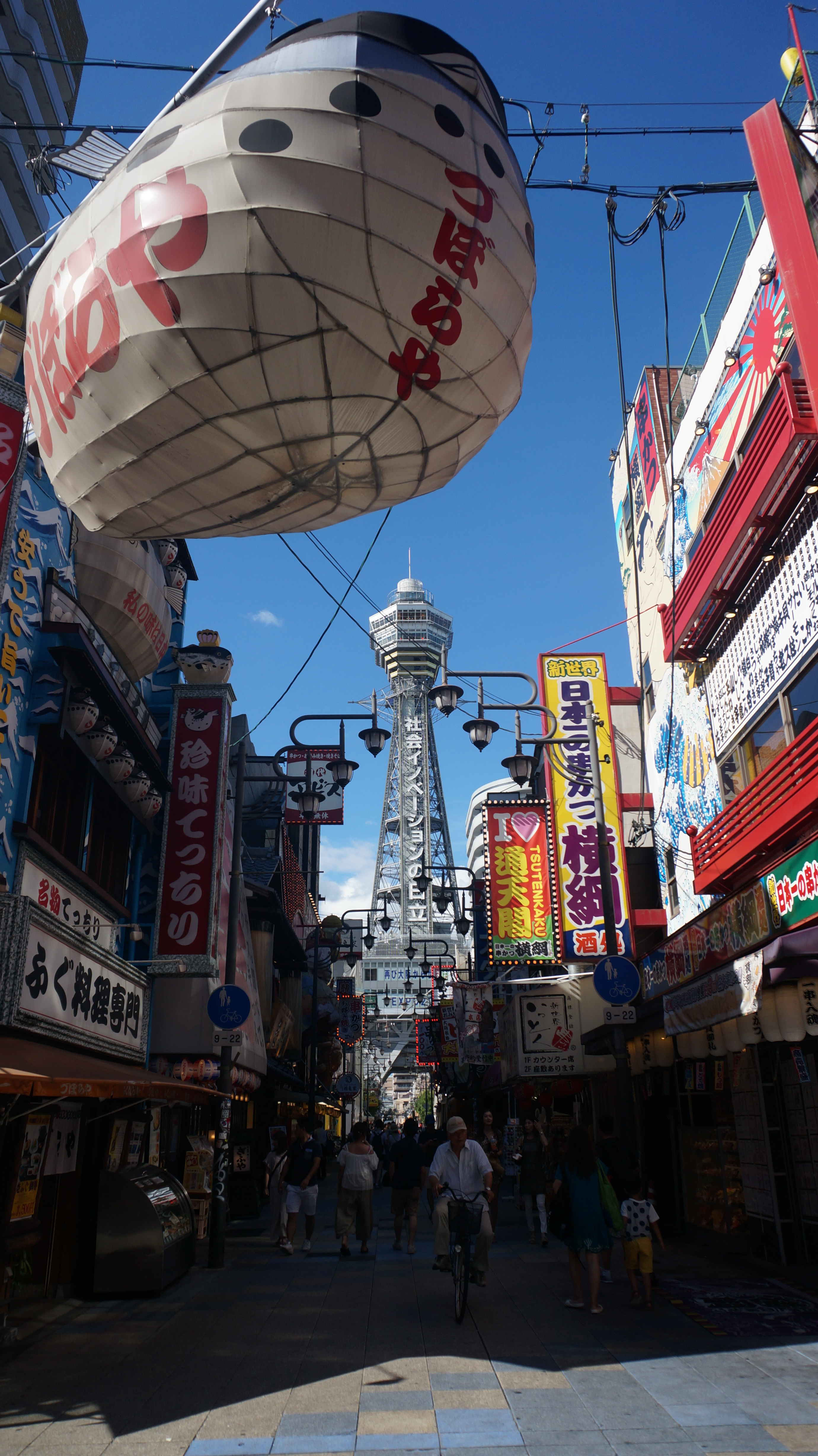
通天閣日景

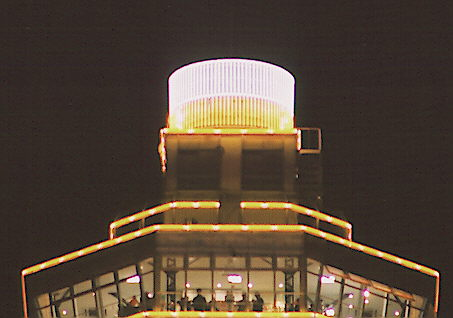
通天閣頂的燈在夜間會發布天氣預報，圖中意思是「晴轉多云」或「晴间多云」

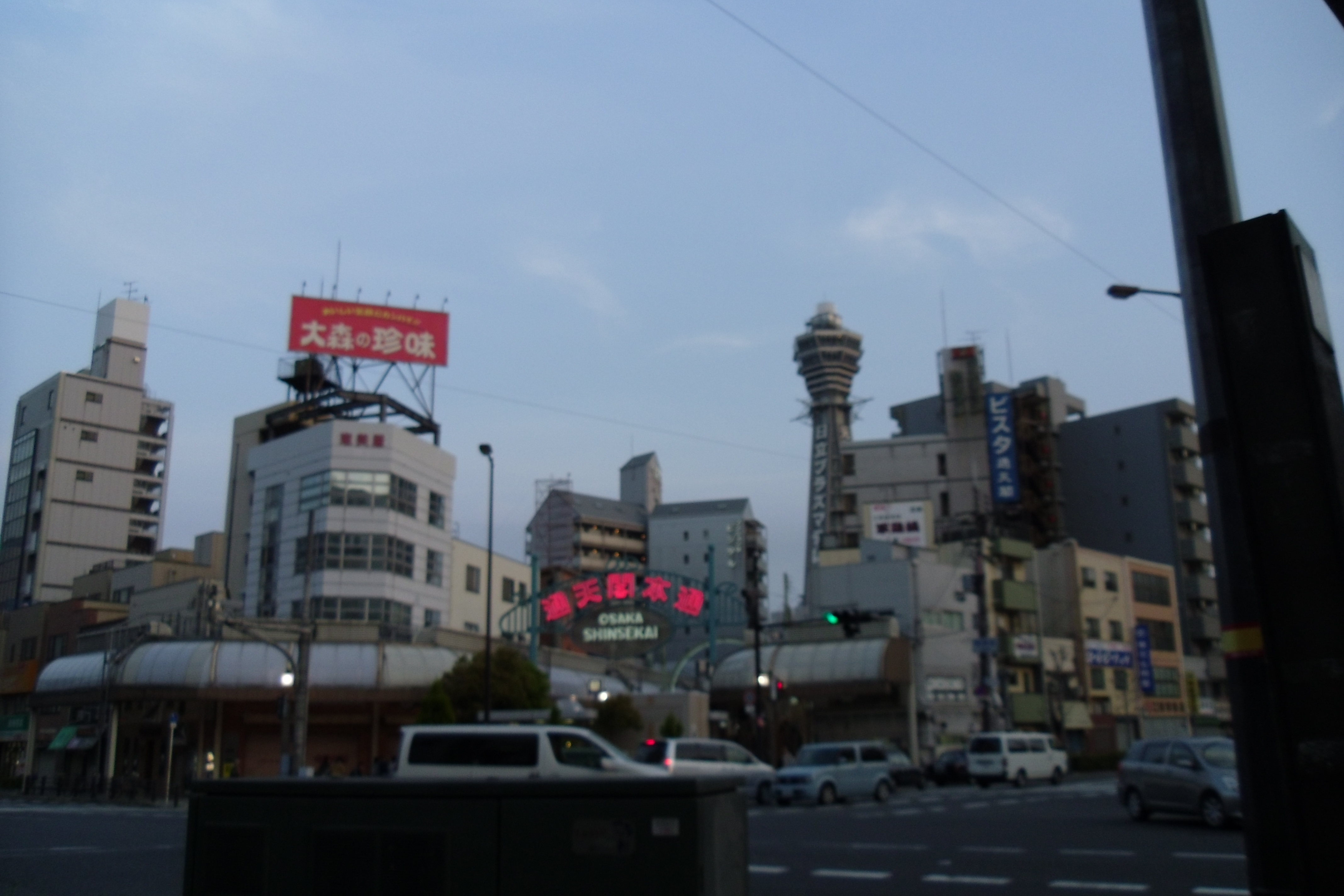
通天閣附近

通天閣（日语：／ Tsūtenkaku）是位於日本大阪府大阪市浪速區新世界商业街的一個瞭望塔，為登錄有形文化財。

## 歷史
通天閣這個名字的意思是「直通天空的高建筑物」，命名者是明治初期的儒學者藤澤南岳。通天閣是由建築師內藤多仲所設計，他也是東京鐵塔的設計者。現在的通天閣完成于1956年（昭和31年），是第二代通天閣。塔高100米，含避雷針的話則有103米。由350噸的鐵材建成，為一大娛樂設施「新世界」的象徵。利用內國勸業博覽會留下的廣大土地，同時也是大阪政界及財界主辦的計畫，鐵塔的規模可謂盛大空前。 塔上有電機大廠日立的廣告。
2024年12月4日，南海電鐵宣布收購通天閣的母公司通天閣觀光株式會社持有的70.8%的股份，並使通天閣觀光成為其子公司。

## 第一代通天閣
第一代通天閣建設於1912年，外觀仿照巴黎艾菲爾鐵塔建設。設計者是設樂貞雄。建設費用約9萬7000日圓。1943年2月13日，當時吉本興業持有的第一代通天閣被大火燒毀后没有进行重建，而被大阪府廳以「獻納」名目拆除，所得的原料被投入軍工生產中。

## 外部連結
- 通天閣オフィシャルサイト （页面存档备份，存于）
- 通天閣 - Tsutenkaku Tower -【公式】的X（前Twitter）
- 通天閣的Facebook專頁
- 新世界公認ホームページ【the fit shinsekai】 （页面存档备份，存于）
- 大阪といえばやっぱり通天閣 - 初代通天閣の写真など，存于